# Coelidia simplex
Coelidia simplex är en insektsart som beskrevs av Nielson 1983. Coelidia simplex ingår i släktet Coelidia och familjen dvärgstritar. Inga underarter finns listade i Catalogue of Life.